# Konrad von Loeben
Konrad Heinrich Theodor von Loeben (16. Januar 1852 in Pulsberg; † 2. April 1911 in Ballenstedt) war ein preußischer Generalmajor und Ritter des Eisernen Kreuzes 2. Klasse.

## Leben
Er entstammte dem Adelsgeschlecht derer von Loeben. Sein Vater war Franz Leopold von Loeben, auf Pulsberg (1822–1907), seine Mutter dessen Ehefrau Anna, geborene Dallmer (1828–1912). Eckhart von Loeben (1868–1947) war sein jüngerer Bruder. 1856 zog die Familie auf das Gut Pürben, nahe Freistadt in Schlesien und 1862 nach Liegnitz.
Loeben kam am 7. April 1870 aus dem Kadettenkorps und diente als Portepeefähnrich im Krieg gegen Frankreich im Mecklenburgischen Grenadier-Regiment Nr. 89. Für seinen Einsatz erhielt er das Militärverdienstkreuz II. Klasse. Er wurde am 17. November 1870 im Gefecht bei Dreux am Oberschenkel verwundet und wurde anschließend zum Ersatzbataillon des Regiments abkommandiert. Am 30. Dezember 1870 wurde er zum Sekondeleutnant ernannt und für seinen Einsatz mit dem Eisernen Kreuz II. Klasse ausgezeichnet. Vom 10. März 1877 bis zum 31. März 1881 war er Adjutant des II. Bataillons. Zwischenzeitlich wurde er am 11. Dezember 1879 zum Premierleutnant und am 23. März 1887 zum Hauptmann befördert und zum Kompaniechef ernannt. Am 12. September 1895 wurde er Major und am 16. Juni 1896 Kommandeur des II. Bataillons. Anschließend war Loeben vom 18. Dezember 1901 Oberstleutnant beim Stabe des 1. Nassauischen Infanterie-Regiments Nr. 87, ehe er als Oberst vom 27. Januar 1905 bis zum 13. April 1907 Kommandeur des Braunschweigischen Infanterie-Regiments Nr. 92 war. Am 4. April 1907 nahm er mit dem Charakter als Generalmajors seinen Abschied und lebte in Braunschweig.
Er war seit dem 14. Januar 1887 mit Anna Marie, geborene von Meibom (1864–1924) verheiratet, mit der er einen Sohn Wilhelm von Loeben (1887–1920) hatte. Von Loeben wurde auf dem Alten Friedhof in Schwerin bestattet.